# Sự kiện tuyệt chủng Ordovic – Silur
Sự kiện tuyệt chủng Kỷ Ordovic–Silur, hay Sự kiện tuyệt chủng Ordovic là sự kiện tuyệt chủng lớn thứ 2 trong 5 đợt tuyệt chủng lớn trong lịch sử Trái Đất xét về tỷ lệ chi bị tuyệt chủng và là sự kiện lớn thứ 2 trong lịch sử tuyệt chủng sinh vật trên Trái Đất. Trong khoảng 447 triệu năm đến 443 triệu năm trước, hai đợt tuyệt chủng riêng biệt cách nhau 4 triệu năm đã diễn ra. Sự kiện tuyệt chủng này chỉ xếp sau Sự kiện tuyệt chủng kỷ Permi-kỷ Trias, và khi chúng xảy ra cho tất cả sự sống trong biển và đại dương đã được phát hiện. Hơn 60% động vật không xương sống ở biển đã chết bao gồm 2/3 tất cả các họ brachiopoda và bryozoan. Brachiopoda, bivalve, echinoderm, bryozoan và san hô đã bị ảnh hưởng nghiêm trọng. Nguyên nhân của sự tuyệt chủng là sự chuyển động của Gondwana vào vùng cực nam, làm khí hậu Trái Đất lạnh đi, hình thành băng hà và sự hạ thấp mực nước biển. Sự hạ thấp mực nước biển đã xoá sổ các môi trường sống của các nhóm trên thềm lục địa. Bằng chứng về băng hà được phát hiện trong các trầm tích ở sa mạc Sahara. Kết hợp giữa sự hạ thấp mực nước biển và tác động lạnh của băng hà có thể đã tạo ra sự tuyệt chủng hàng loạt vào kỷ Ordovic.